# Eduardo Cassola Sepúlveda
Eduardo Cassola Sepúlveda fou un polític valencià, diputat a les Corts Espanyoles durant la restauració borbònica.
Era membre del Partit Conservador, del sector anomenat tetuanista (seguidors de Carlos Manuel O'Donnell, duc de Tetuán), amb el que fou elegit diputat pel districte de Castelló de la Plana a les eleccions generals espanyoles de 1896 i pel de Vinaròs a les eleccions generals espanyoles de 1899.